# Чжу Хоучжао
Чжу Хоучжао (кит.: 朱厚照; піньїнь: Zhu Houzhao), храмове ім'я Уцзун (кит.: 武宗; піньїнь: Wozōng; 26 жовтня 1491 —20 квітня 1521) — десятий імператор династії Мін. Девіз правління — Чженде (Справжня Доброчесність).

## Життєпис
Народився 26 жовтня 1491 року у родині імператора Чжу Ютана та імператриці Чень. Отримав конфуціанську освіту. Втім не цікавився державними справами. Ще як спадкоємець трону приблизив до себе євнуха Лю Цзіня. Після смерті батька у 1505 році став імператором. Проте керувати справами імперіями передав Лю Цзіню, який очолив кліку, що отримала назву «Вісім тигрів». Вона складалася з палацових євнухів, які заправляли усіма справами у державі. Вони сприяли підйому корупції, беззаконня, порушунню судової системи. Деякий час протидіяти Лю Цзіню намагалися вчені з академії Ханлінь. Проте євнух завдяки провокації переконав Чжу Хоучжао у змові членів Ханлінь проти імператора. У підсумку десятки цзіньши було страчено, багатьох відправили у заслання. такі дії значно порушили стікійкість адміністративної системи. Почали спалахувати повстання селян, бунти містян, заколоти. У 1507 році у провінціях Хубей та Хунань почалося селянське повстання, яке з труднощами вдалося придушити у 1511 році. Згодом — 1510 році — проти імператора виступив член правлячого роду — Чжу Фа. Проте цей виступ вдалося придушити завдяки діям євнуха Чжан Юн. Він же під час святкового бенкету переконав Чжу Хоучжао у змові проти нього з боку Лю Цзіня. Під час обшуку у останнього виявлено 36 млн фунтів золота та срібла, зброю, імператорські одежі. За це Лю Цзінь та члени кліки восьми тигрів були страчені.
Втім Чжу Хоучжао продовжував ігнорувати державні справи, займаючись полюванням та розвагами. Імператор також мав пристрасть до усиновлення своїх фаворитів. Число усиновлених їм людей наближалося до сотні. Всі вони отримували щедру зміст зі скарбниці й великі земельні володіння. Для цього підвищував податки, впроваджував нові. Все це викликало велике повстання у 1511 році на чолі із Лю Чуном та Лю Чженєм. Воно було придушено лише у 1512 році.
Чжу Хоучжао на деякий час повернувся до реальності та оточуююх після того, як у 1514 році під час полювання його поранив тигр. У 1518 та 1519 роках під його керівництво було здійснено два великих військових походи проти монголів, що завершилися припиненням нападів кочовників на китайські землі. Зрештою він перетворився на виліковного пиятику. Ще у 1521 році вдалося придушити повстання іншого родича Чжу Ніна. Але 20 квітня 1521 року Чжу Хоучжао помер. Він заповідав, щоб управління державними справами було передано імператриці і сановникам з «Внутрішньопалацового кабінету» (Нейге), оскільки при всій своїй велелюбності примудрився не залишити законних синів.

## Особисте життя
Був дуже своєрідною фігурою і в особистому житті. Він любив переодягатися в ординарну сукню і в супроводі одного-двох друзів вирушав гуляти по столичному місту. Відвідував кубла з жінками легкої поведінки. Мав декілько коханців-чоловіків. Заходив навмання в будинку простих жителів, змушуючи жінок супроводжувати його в подальшій прогулянці, а іноді приводив їх до палацу, вражаючи придворними розкошами.
Разом з тим, він іноді водив у походи війська проти супротивника або ж на придушення внутрішніх повстань. Сам брав участь у боях і вів рахунок уражених ним ворогів. У вільний час він любив читати книги, які не мають відношення до політики чи ідеології. По своїй волі вчив іноземні мови і, зокрема, опанував монгольською, арабською і санскритом.
Чжу Хоучжао мав гомосексуальні стосунки з мусульманським лідером з Хамі на ім'я Саїд Хусейн, який служив наглядачем у Хамі під час прикордонних воєн Мін і Турфана.